# Autoportrait (Koustodiev)
Pour les articles homonymes, voir Autoportrait (homonymie).
Autoportrait (en russe : Автопортрет) est un tableau du peintre russe Boris Koustodiev réalisé en 1912. Il fait partie des collections de la galerie des autoportraits exposés dans le corridor de Vasari et liée au musée des Offices de Florence en Italie.

## Histoire

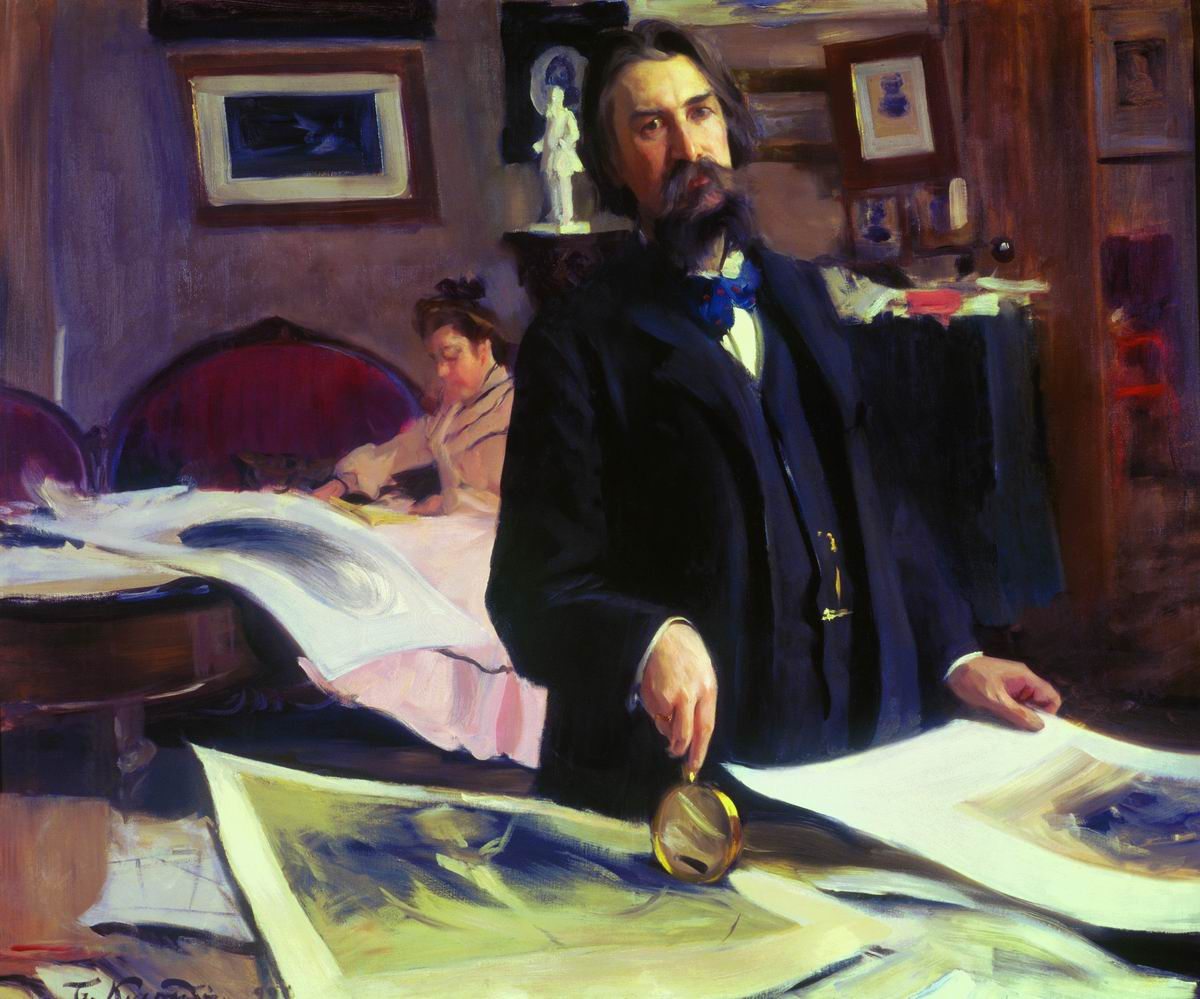
Portrait de Vassili Mate par Koustodiev en 1902

Boris Koustodiev a acquis de la célébrité en Europe en 1907 lorsque la médaille d'or de la 7e exposition internationale de Florence lui est attribuée pour son portrait de Vassili Mate, conservé au Musée russe. Trois ans après être revenu en Russie après un traitement d'une tumeur de la moelle épinière en Suisse, durant l'hiver 1912, Koustodiev termine à Saint-Pétersbourg son autoportrait à la demande du ministre italien de l'instruction publique Luigi Credaro, en vue de compléter la collection de la Galerie des Offices d'autoportraits de grands artistes vivants,,,. Koustodiev est le troisième artiste russe à recevoir cet honneur, après Oreste Kiprensky et Ivan Aïvazovski. Deux autres peintres russes ont été sollicités : Valentin Serov et Ilia Répine, mais ils n'ont pas répondu à la demande italienne,. Après l'exposition de Dresde dans les premiers jours de mai en 1913, l'autoportrait est offert par Koustodiev à la Galerie des Offices à Florence où il est toujours conservé aujourd'hui,,,.

## Composition

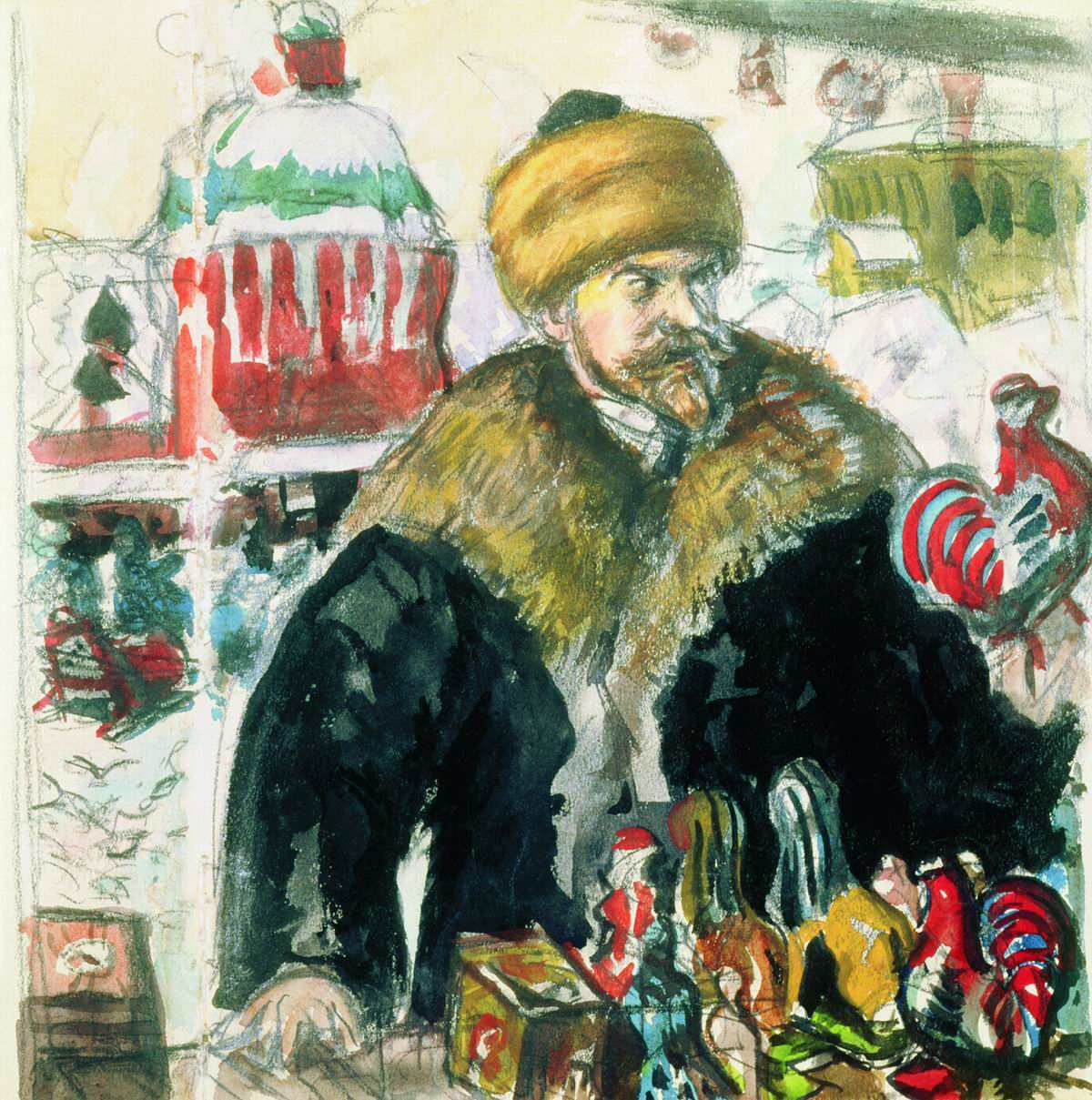
Autoportrait (en chouba), esquisse

Les dimensions de l'autoportrait sont de 100 × 85 cm. Il est réalisé à la gouache, a tempera sur carton,. Koustodiev se représente un peu comme un dandy à la moustache abondante, portant une riche et sombre chouba, au grand col de seigneur, coiffé d'une chaude chapka. Il se tient debout devant une balustrade sur fond de paysage hivernal, devant les murs enneigés de la laure de la Trinité-Saint-Serge, un modèle d'architecture russe ancienne qui domine le fond de la toile. La silhouette de Koustodiev est sombre et contraste avec le fond du tableau très coloré représentant la Laure et une foule animée et festive. Koustodiev a le regard malicieux mais en même temps un peu triste. On y perçoit peut-être les troubles dus à l'échec des traitements médicaux qu'il a subis, ou l'amour de sa patrie quand il a dû partir à l'étranger pour trouver des médecins capables de soigner la tumeur qui l'a finalement rendu paraplégique,,. La couleur, la composition, et les principes de cette toile ont été développés par Koustodiev dans des travaux ultérieurs, en particulier dans le Portrait de Chaliapine et décrits par l'historien d'art Mark Etkind : « Le modèle se présente sous une forme énergique, en gros plan, et occupe une partie importante de la surface de la toile ; il garde la fraîcheur ressentie dès la première impression, la vivacité d'une perception directe, immédiate ».